# Cold Ashby
Cold Ashby är en civil parish i Storbritannien.   Den ligger i grevskapet Northamptonshire i riksdelen England, i den södra delen av landet, 120 km nordväst om huvudstaden London.